# Dolní maják Suurupi
Dolní maják Suurupi (estonsky: Suurupi alumine tuletorn) je pobřežní maják, který stojí na pobřeží poloostrova Suurupi ve vesnici Suurupi v obci Harku v kraji Harjumaa ve Finském zálivu v Baltském moři v Estonsku.
Maják je ve správě Námořního úřadu Estonska. Registrační číslo Estonského úřadu námořní dopravy (Veeteede Amet, EVA) je 374
Maják je kulturní památkou Estonska vedený od 25. listopadu 1997 v seznamu památek pod číslem 9465.

## Historie
První maják na poloostrově Suurupi byl dřevěný 11 m vysoký postavený v roce 1859. O rok později byl vybaven Fresnelovou čočkou. V roce 1863 byla východní stěna majáku natřená na bílo ostatní byly žluté a střecha červená. V roce 1885 v rámci oprav byl maják zvýšen o jedno podlaží (o 3,5 m). Od roku 1888 jsou všechna stěny bílé. V roce 1911 byla přistavěna dřevěná technická budova, obytný dům pro strážce majáku. V roce 1931 byl zavedeno používání acetylénové lampy a vymezen světelný sektor. Maják přežil období druhé světové války bez vážných škod. Estonská sovětská socialistická republika stavěla nové a opravovala nejvíce poškozené majáky. Díky tomu se dochoval tento jediný dřevěný maják v Estonsku. Maják je nejstarším dřevěným majákem v severní části Evropy.
V roce 1998 byla provedena rozsáhlá záchranná práce. Maják byl kompletně restaurován.
S majákem se dochovala obytná budova strážce majáku, technická budova, sauna a sklad na petrolej. Celý komplex je chráněným kulturním dědictvím Estonska. Maják je plně automatizován.

## Popis
Pyramidová čtyřpatrová dřevěná věž postavená na obdélníkovém půdorysu 10 x 8 m ukončená sedlovou střechou. Maják je natřen bílou barvou. V každém patře je jiné okno, v nejvyšším patře je balkon pod zdrojem světla. Původním zdrojem světla byla petrolejová lampa, od roku 1967 byl elektrifikován.
Technická budova z roku 1911 je nízká přízemní dřevěná stavba s dělenými okny o výměru 36,2 m2
Obytný dům z roku 1911 je nízká přízemní stavba postavena na půdorysu T. Dělená okna majípůvodní okenice.

## Data
zdroj
- výška světla 18 m n. m.
- dosvit 11 námořních mil
- záblesky bílého světla v intervalu 3 sekund
- sektor: bílá 242,5°–250,5°

označení
- Admiralty: C3786
- ARLHS: EST-012
- NGA: 12767
- EVA 374

## Galerie

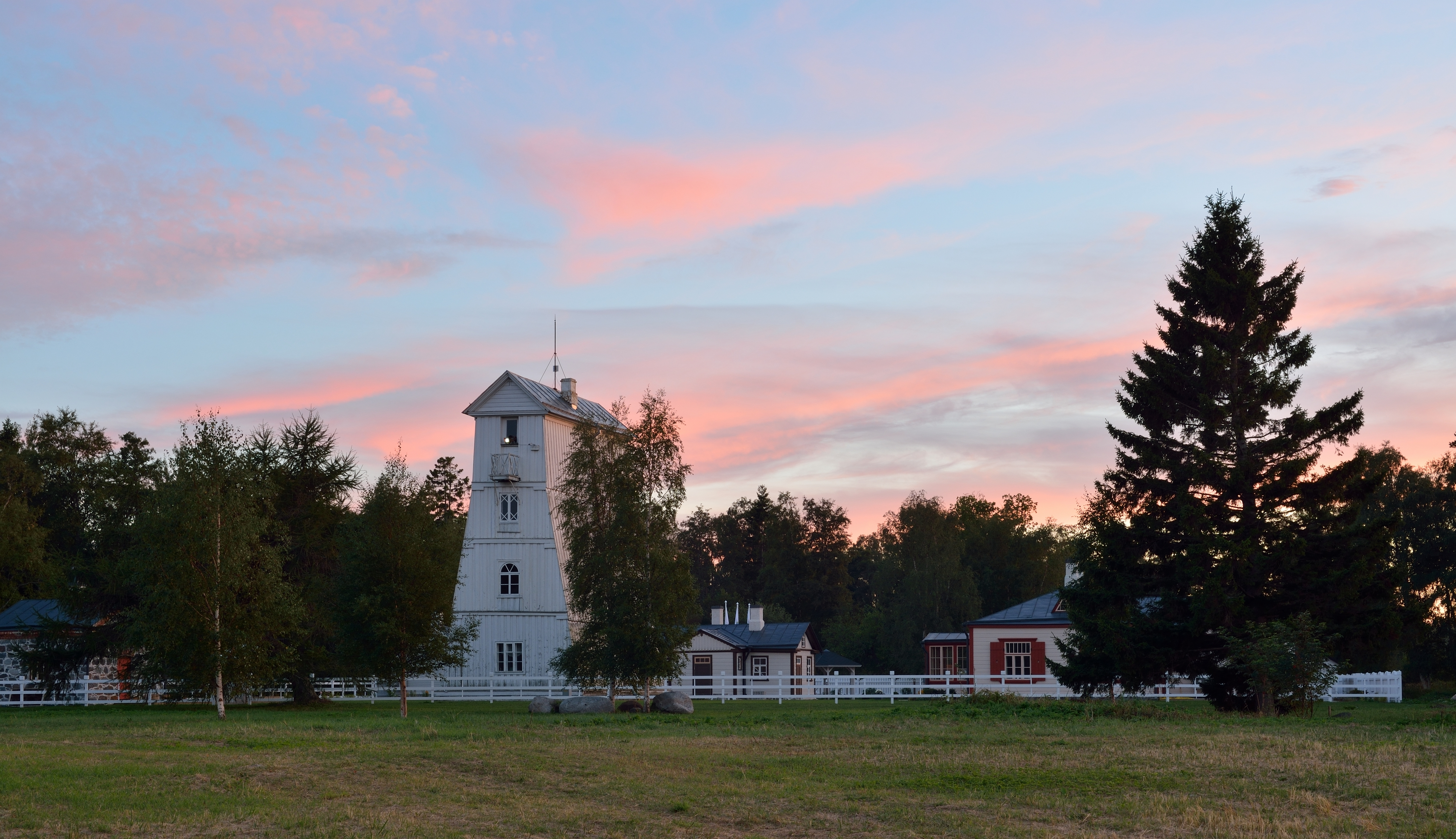
Areál majáku
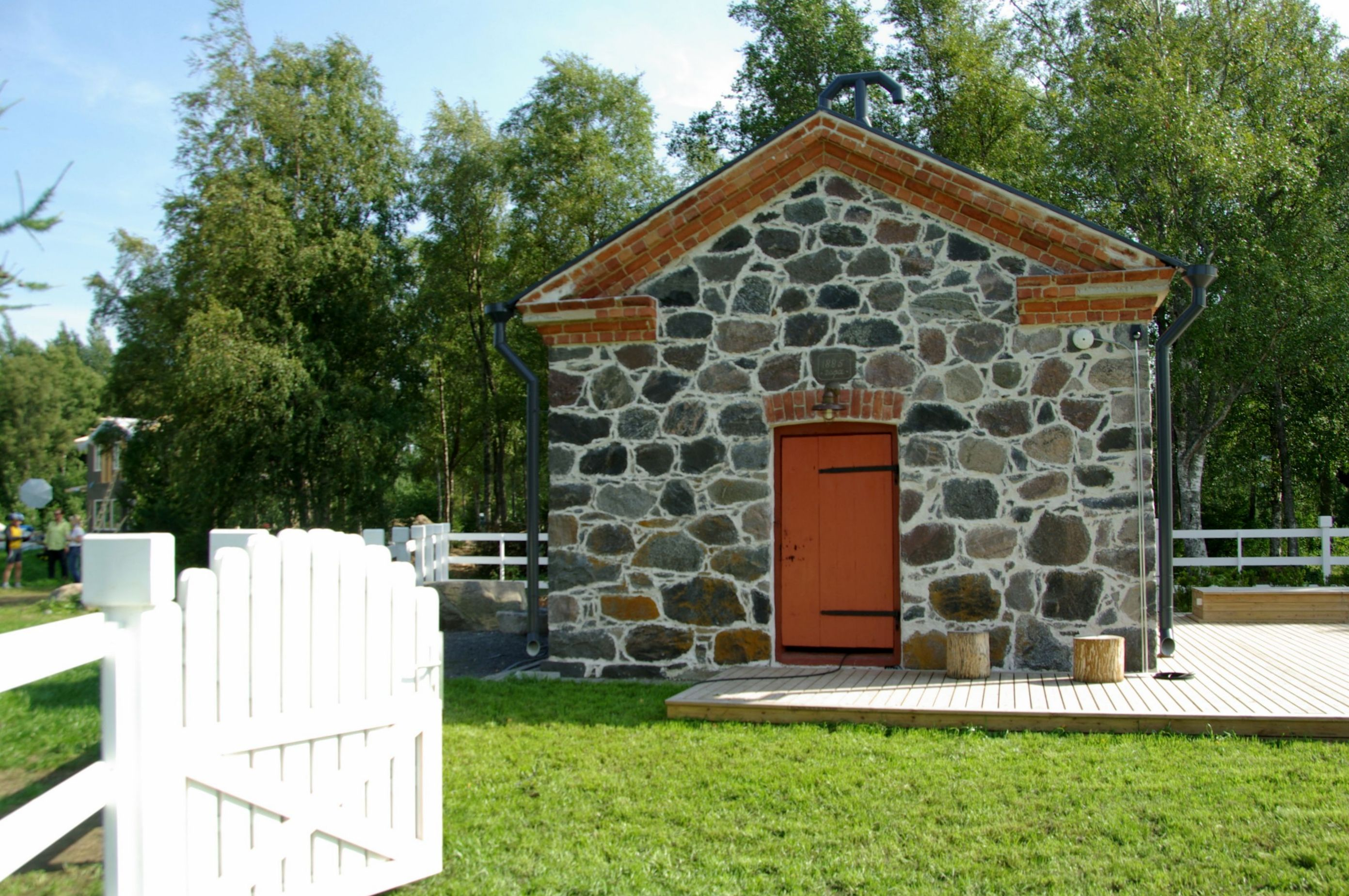
Sklad petroleje
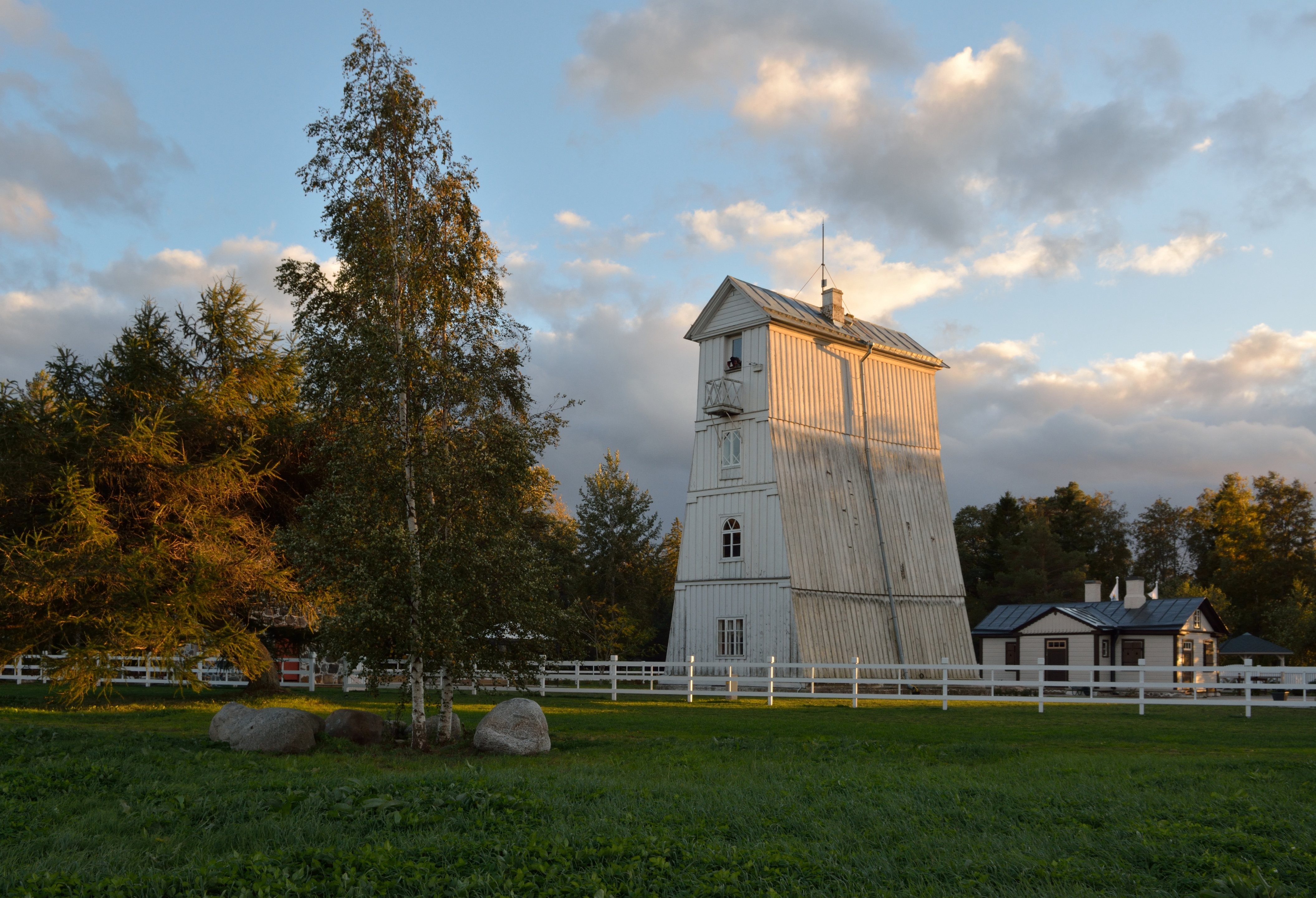
Maják a technická budova (vpravo)